# Xabier Lapitz
Xabier Lapitz (Hondarribia, Gipúscoa, 9 de desembre de 1965) és un periodista i emissor de ràdio basc, llicenciat en Ciències de la Informació per la Universitat de Navarra.
Començà la seva carrera com a redactor d'emissores de ràdio a la SER de Donostia, passant posteriorment a la Direcció de Notícies del País Basc. També va ser periodista a Colpisa i Servimedia.
El setembre de 1998 va ser nomenat subdirector del diari Deia. El setembre de 2001 va començar emetent el programa de ràdio "El Altavoz" a Radio Euskadi, que presentava cada vespre. El setembre del 2003, Radio Euskadi va començar a emetre cada matí "Boulevard". A partir del 2009 va es passar a la ràdio Onda Vasca.
Actualment presenta el programa En Jake a Euskal Irrati Telebista, la televisió pública basca, un magazín matinal.